# Аргиропраты
Аргиропраты (греч. άργυροπράται) — виднейшие представители ремесленно-торгового класса Византии. Смысл термина «аргиропрат», впервые появившегося в V веке в писаниях Отцов Церкви — Нила Постника и Кирилла Александрийского, исследователями понимается по-разному. Одни считают, что это были ювелиры, менялы и ростовщики, другие относят данное понятие лишь к менялам и ростовщикам. Слово происходит, вероятно, от грецизированного argentarius.

## Значение
Коллегия, или «система» аргиропратов, которой посвящена новелла CXXXVI Юстиниана и первые главы «Книги эпарха», стояла впереди всех остальных ремесленно-торговых коллегий и рядом с коллегиями трапезитов и менял. В книге «О церемониях» говорится, что аргиропраты, встречая императора, возвращающегося с триумфом в город, помещаются возле начальников государственных мастерских пурпура, и чиновников эпарха. Знаменитые временщики XI века — Иоанн Орфанотроф и его брат, были по ремеслу ювелиры-менялы и принадлежали к соответствующей коллегии (по мнению Г. Г. Литаврина они принадлежали к корпорации трапезитов). Аргиропраты считали своё звание как бы некоей официальной должностью и, подобно чиновникам, стремились выставлять свой титул на печатях.
Аргриропраты были одной из двух основных, наряду с трапезитами, финансовых профессий. Тем не менее, точное функциональное их отличие от менял-трапезитов к настоящему времени не установлено. Так, немецкий папиролог Фридрих Прайзигке помещает их среди чиновников, согласно другим точкам зрения они могли быть сотрудниками префектуры претория или сборщиками налогов.
Хотя аргиропраты существовали во многих городах империи, наиболее влиятельными были столичные представители этого сословия. Именно им адресована упомянутая выше новелла Юстниана и IX эдикт. Более того, только они имели право нести государственную службу, что явствует из постановления Юстиниана: «Впредь запрещаем нести государственную службу тем, которые состоят при каком-либо эргастирии этого благословенного города или провинции, исключая менял (argenti distractoribus), ведущих дела в этом благословенном городе». Закон, следовательно, не распространялся на аргиропратов других городов.
Важность аргиропратов для государства подчёркивалась тем, что одному из них присвоили звание комита и родовое имя Флавий, что было возможно только для государственных служащих. При Юстиниане из этой среды вышел влиятельный чиновник Пётр Варсима, а в XI веке император Михаил IV.

## Функции
Из постановлений Юстиниана видно, что аргиропраты выполняли весьма важные функции в государстве. Как заявлялось в VII эдикте, они принимали участие в сделках, совершавшихся почти во всей империи, причём самые важные контракты заключались именно с их помощью, заключавшейся в посредничестве и поручительстве. Сделки могли быть самыми разнообразными и касаться как предметов, которые можно измерять и взвешивать, так и всякого другого имущества, движимого и недвижимого, включая дома, землю и даже людей.
Посредничество также носило различные формы. Нередко аргиропраты покупали для других имущество и как посредники отдавали в залог золото и другие ценности. Им поручалась и распродажа имущества с торгов — в сохранившемся фрагменте хроники Иоанна Антиохийского упоминается об их участии в продаже одежд императора Зенона. Также они могли участвовать в распродаже имущества лиц, умерших без завещания, вынужденной распродаже в результате разорения, наконец, обычной продаже, например, урожая.
Аргиропраты выполняли также общественные функции — пробировали деньги и пускали их в оборот, привлекались к расчётам государственного казначейства. По сообщению Иоанна Малалы, во время праздников, для того чтобы придать красоту городу, они по приказу императора выставляли свой товар для всеобщего обозрения.

## Образ жизни
Относительно образа жизни аргиропратов, как и многих других слоёв византийского общества, сохранились довольно обширные, хотя и разрозненные сведения в житийной литературе. Особенно информативны жития преподобных Андроника и Афанасии, богатых антиохийсих ювелиров IV—V веков. Из него следует, что ювелиры образовывали как бы особое замкнутое сословие, стараясь по возможности родниться друг с другом и сосредоточивая, таким образом, денежные капиталы внутри узкого круга лиц. Из другого жития становиться известно, что ювелиры работали в своих мастерских не одни. Их окружали ученики, помощники-мастера и рабочие-рабы. Иоанн Мосх рассказывает об одном юноше, который сначала поступил учеником к некоему ювелиру, а потом, выучившись, стал работать у него в качестве мастера за определённую плату.
С точки зрения технических подробностей деятельности аргиропратов, известно, например, что материал для своих изделий они получать у заказчика, однако гораздо чаще получали его сами в виде старой драгоценной утвари. В «Книге эпарха» эти приобретения обставлены рядом формальностей, предотвращающих возможность скупки краденного. Это, равно как и ростовщический характер деятельности аргиропратов, способствовал формированию отрицательного мнения о лицах этой профессии. В «Чудесах» великомученика Артемия рассказывает о сыне одного менялы и ростовщика, которого родители хотели приучить к семейному делу, стыдился ремесла своего отца и его доходов, получаемых путём выжимания процентов, становится священнослужителем.
Некоторые из аргиропратов были настолько богаты, что финансировали постройку церквей. Так, Юлиан Аргентарий потратил 26 000 солидов на постройку церкви Сан-Витале.